# Mecseknádasd, Baranya
Mecseknádasd (în germană Nadasch) este un sat în districtul Pécsvárad, județul Baranya, Ungaria, având o populație de 1.547 de locuitori (2011). 

## Demografie
Componența etnică a satului Mecseknádasd
     Maghiari (63,08%)
     Germani (36,21%)
     Necunoscut (0,56%)
     Romi (0,14%)
     Alții (0,56%)
Componența confesională a satului Mecseknádasd
     Romano-catolici (71,75%)
     Fără religie (3,49%)
     Reformați (2,71%)
     Necunoscută (20,62%)
     Alte religii (2,13%)
Conform recensământului din 2011, satul Mecseknádasd avea 1.547 de locuitori. Din punct de vedere etnic, majoritatea locuitorilor (63,08%) erau maghiari, cu o minoritate de germani (36,21%). Apartenența etnică nu este cunoscută în cazul a 0,56% din locuitori.  Din punct de vedere confesional, majoritatea locuitorilor (71,75%) erau romano-catolici, existând și minorități de persoane fără religie (3,49%) și reformați (2,71%). Pentru 20,62% din locuitori nu este cunoscută apartenența confesională.